# Gobernación de San Petersburgo
La gobernación de San Petersburgo (Санкт-Петербургская губерния o gubernia de San Petersburgo) fue una gubernia del Imperio ruso. Fue creada como la Gobernación de Ingermanland (Ингерманландская губерния o gubernia de Ingermanland ) en 18 de diciembre de 1708 fue formada de los territorios conquistados en la Gran Guerra del Norte a Suecia. Limitaba al oeste con las gobernaciones de Estonia y Livonia, al sur con la de Pskov, al este con la de Nóvgorod, al noreste con la de Olónets y al norte con la de Víborg del Gran Ducado de Finlandia. La gobernación abarcaba la mayor parte de las zonas del actual óblast de Leningrado y los condados de Ida-Viru, Jõgeva, Tartu, Põlva y Võru de Estonia.
El 3 de junio de 1710 fue renombrada después de que se fundara la ciudad de San Petersburgo por un ucase del zar Pedro y en 1721 los dominios de la Ingria Sueca fueron cedidos al Imperio ruso por el Tratado de Nystad. Desde el 18 de agosto al 26 de enero de 1924 se la llamó Gobernación de Petrogrado.
El área está incluida ahora en el óblast de Leningrado.
- Datos: Q49512
- Multimedia: Saint Petersburg Governorate / Q49512